# سیارک ۶۱۱۹
سیارک ۶۱۱۹ (به انگلیسی: 6119 Hjorth، نامگذاری:1986XH) شش هزار و صد و نوزدهمین سیارک کشف شده‌است که در ۶ دسامبر ۱۹۸۶ کشف شد.